# Desognaphosa halcyon
Desognaphosa halcyon is een spinnensoort uit de familie Trochanteriidae. De soort komt voor in Queensland.